# Decanter (revue)
Decanter est une revue mensuelle vendue sur abonnements, créée en 1975, qui paraît dans environ 90 pays. Ce magazine fournit des informations et des conseils sur tout ce qui concerne le vin et organise chaque année un concours des vins.

## Trophées
Le Decanter World Wine Awards, référence mondiale dans le domaine vinicole, est composé de plusieurs catégories. Les résultats sont publiés sur le site web et dans le numéro d'octobre du journal. Ce concours fait partie d'autres compétitions organisées par la revue, comme le Decanter Asia Wine Awards ou le Decanter Man of the year par exemple.
Il existe 35 trophées internationaux décernés chaque année, récompensant différentes catégories de vins

## PrixHomme de l'Année de Decanter

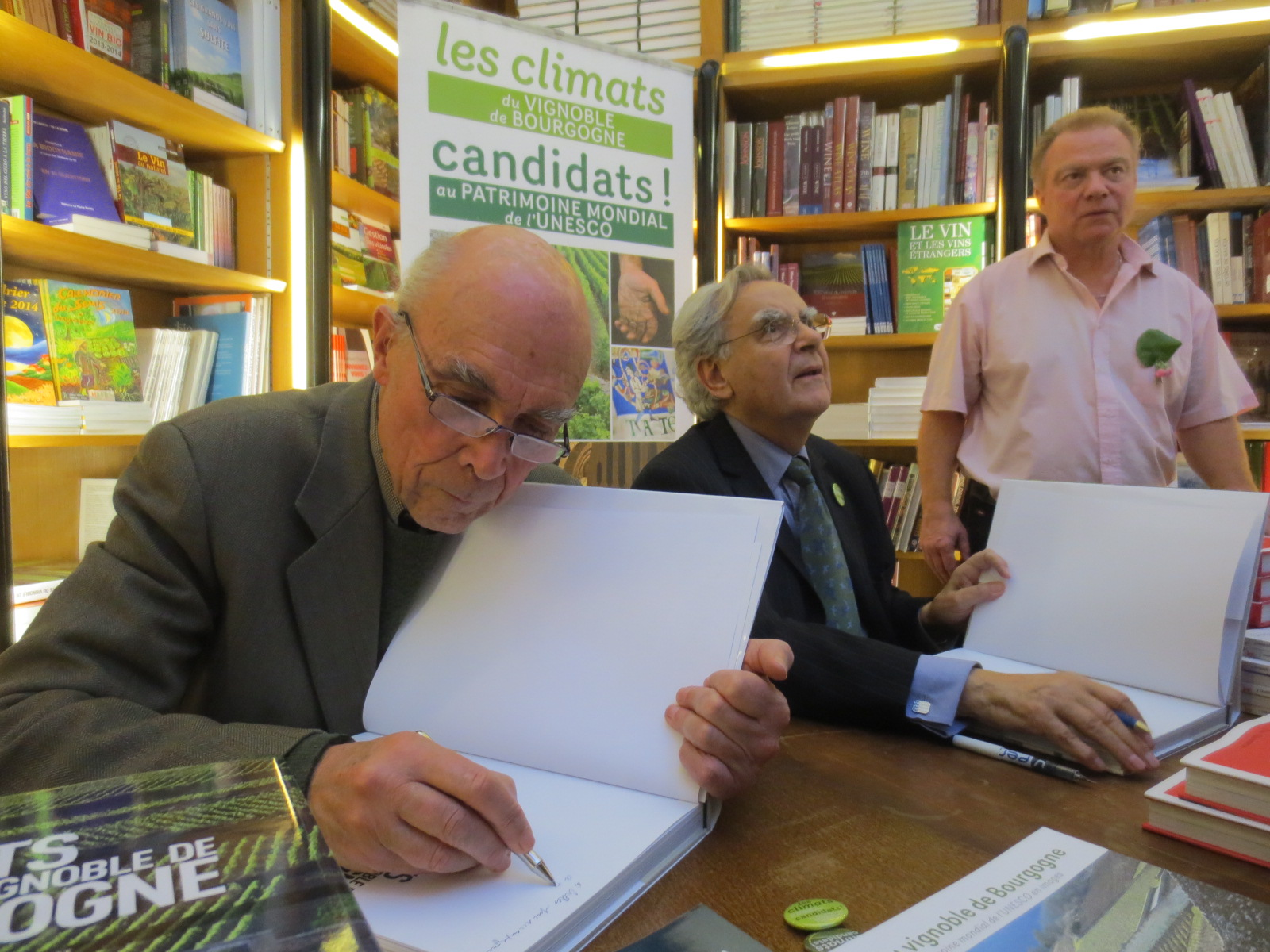
Dédicaces de l'ouvrage Climats du vignoble de Bourgogne, un patrimoine millénaire exceptionnel, par Aubert de Villaine (copropriétaire de la Romanée-conti) et Bernard Pivot à la vente des hospices de Beaune 2013.

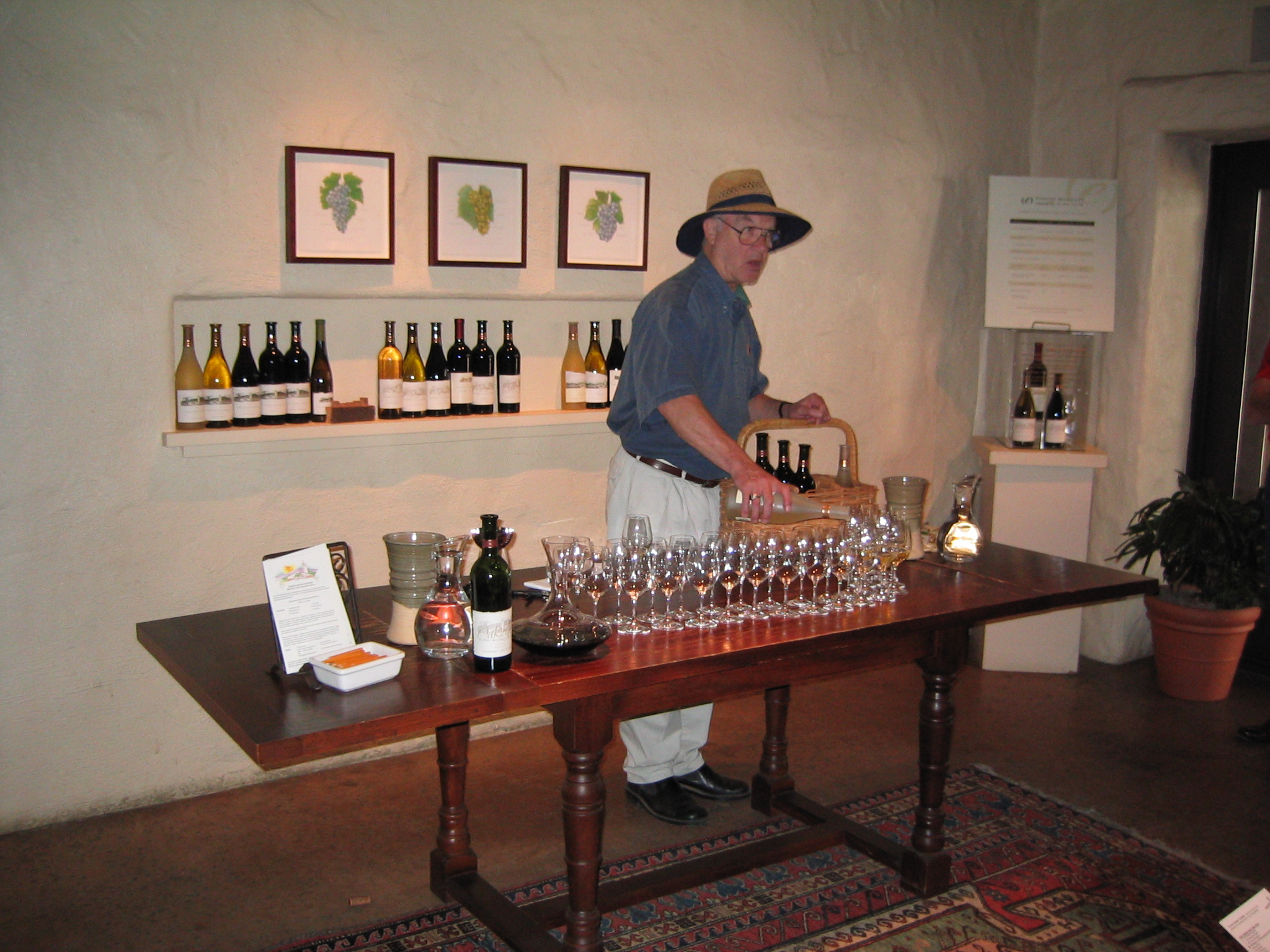
Dégustation avec Robert Mondavi en 2003.

Depuis 1984, Decanter organise aussi un concours international viticole qui reconnaît et célèbre une importante personnalité influente du monde du vin (viticulteur, œnologue, sommelier, critique, scientifique... ) ayant apporté une contribution exceptionnelle au monde du vin, le prix Homme de l'année de Decanter (Decanter Man of the year en anglais). Chaque année à Londres, chaque lauréat est soigneusement sélectionné par un jury composé de personnalités clés du monde viticole du monde entier. En 2019, le prix change de nom afin d'être moins genré et devient le Decanter Hall of Fame.
Liste des lauréats, :
- 2024 : Susana Balbo (en) -  Argentine
- 2023 : Dirk van der Niepoort -  Portugal
- 2022 : Rosa Kruger -  Afrique du Sud
- 2021 : Peter Gago (en) -  Australie
- 2020 : Robert Parker -  États-Unis
- 2019 : Becky Wasserman-Hone -  Bourgogne  France
- 2018 : Eduardo Chadwick (es) -  Chili
- 2017 : Steven Spurrier -  Royaume-Uni
- 2016 : Denis Dubourdieu -  France
- 2015 : Alvaro Palacios (ca) -  Espagne
- 2014 : Jean-Pierre et Francois Perrin -  France
- 2013 : Gérard Basset -  France
- 2012 : Paul Symington -  Portugal
- 2011 : Giacomo Tachis (en) -  Toscane  Italie
- 2010 : Aubert de Villaine -  Bourgogne  France
- 2009 : Nicolas Catena (sv) - Mendoza  Argentine
- 2008 : Christian Moueix (en) - Pomerol  France
- 2007 : Anthony Barton - Bordeaux  France
- 2006 : Marcel Guigal - Rhône  France
- 2005 : Ernst Loosen (en) - Moselle  Allemagne
- 2004 : Brian Croser - Adelaide Hills  Australie
- 2003 : Jean-Michel Cazes - Bordeaux  France
- 2002 : Miguel A. Torres (en) - Penedès  Espagne
- 2001 : Jean-Claude Rouzaud -  Champagne  France
- 2000 : Paul Draper (en) -  Californie  États-Unis
- 1999 : Jancis Robinson - Londres  Royaume-Uni
- 1998 : Angelo Gaja (en) -  Piémont  Italie
- 1997 : Len Evans (en) -  Australie
- 1996 : Georg Riedel (en) -  Autriche
- 1995 : Hugh Johnson - Londres  Royaume-Uni
- 1994 : May-Eliane de Lencquesaing - Bordeaux  France
- 1993 : Michael Broadbent - Londres  Royaume-Uni
- 1992 : André Tchelistcheff -  Californie  États-Unis
- 1991 : José Ignacio Domecq (es) - Jerez  Espagne
- 1990 : Émile Peynaud - Bordeaux  France
- 1989 : Robert Mondavi -  Californie  États-Unis
- 1988 : Max Schubert (en) -  Australie
- 1987 : Alexis Lichine - Bordeaux  France
- 1986 : Marchese Piero Antinori - Florence  Toscane  Italie
- 1985 : Laura et Corinne Mentzelopoulos - Bordeaux  France
- 1984 : Serge Hochar -  Liban